# Naturpark Frankenhöhe
Der Naturpark Frankenhöhe umfasst ca. 1100 km² und liegt südlich, östlich und nordöstlich der Stadt Rothenburg ob der Tauber in Bayern. Der Naturpark ist im süddeutschen Raum eines der sonnenreichsten Gebiete und bietet ein sehr abwechslungsreiches Landschaftsbild mit Mischwäldern, Fließgewässern, Trockenbiotopen und Weinbau.

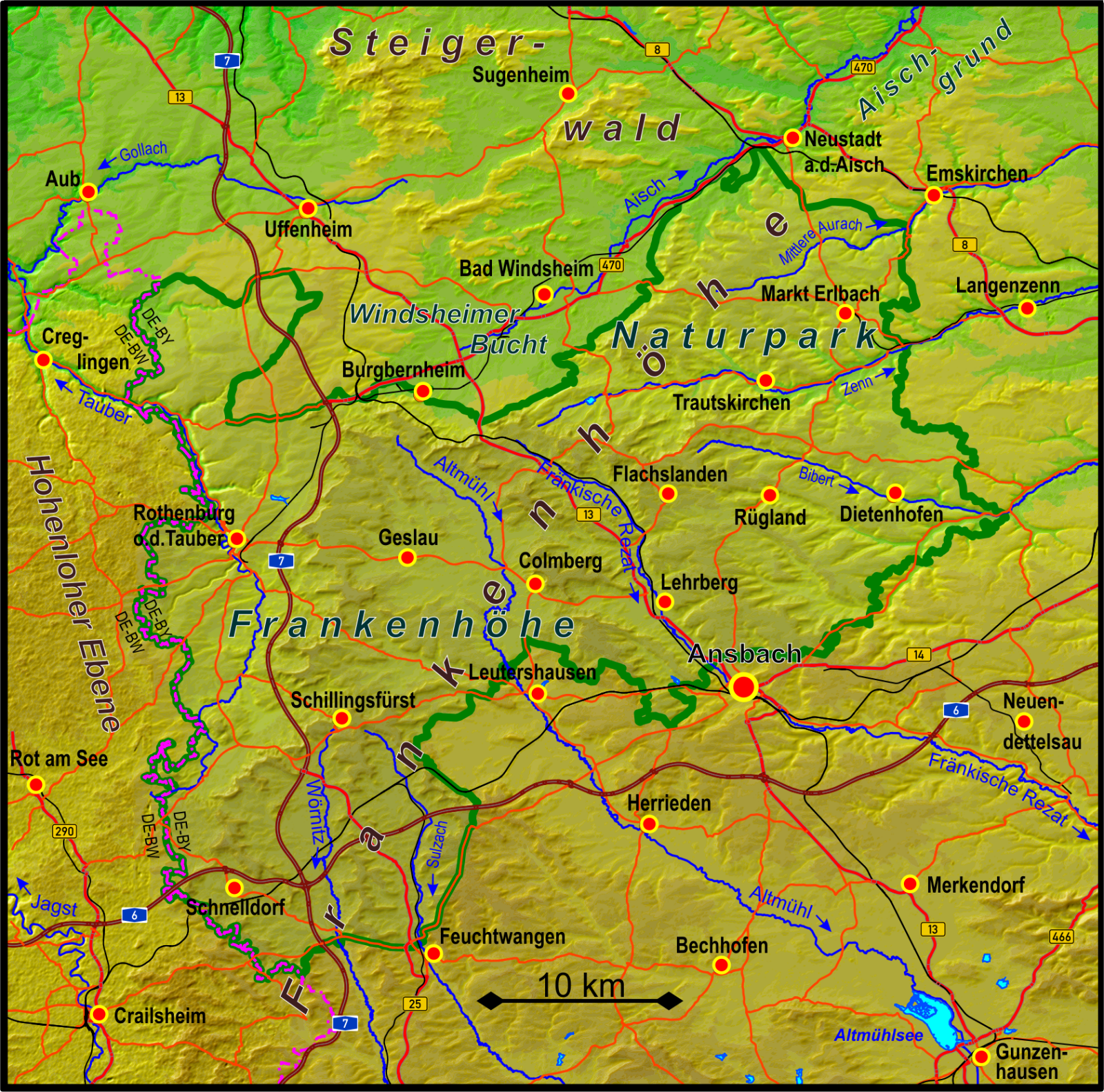
Lage und Topografie des Naturparks Frankenhöhe

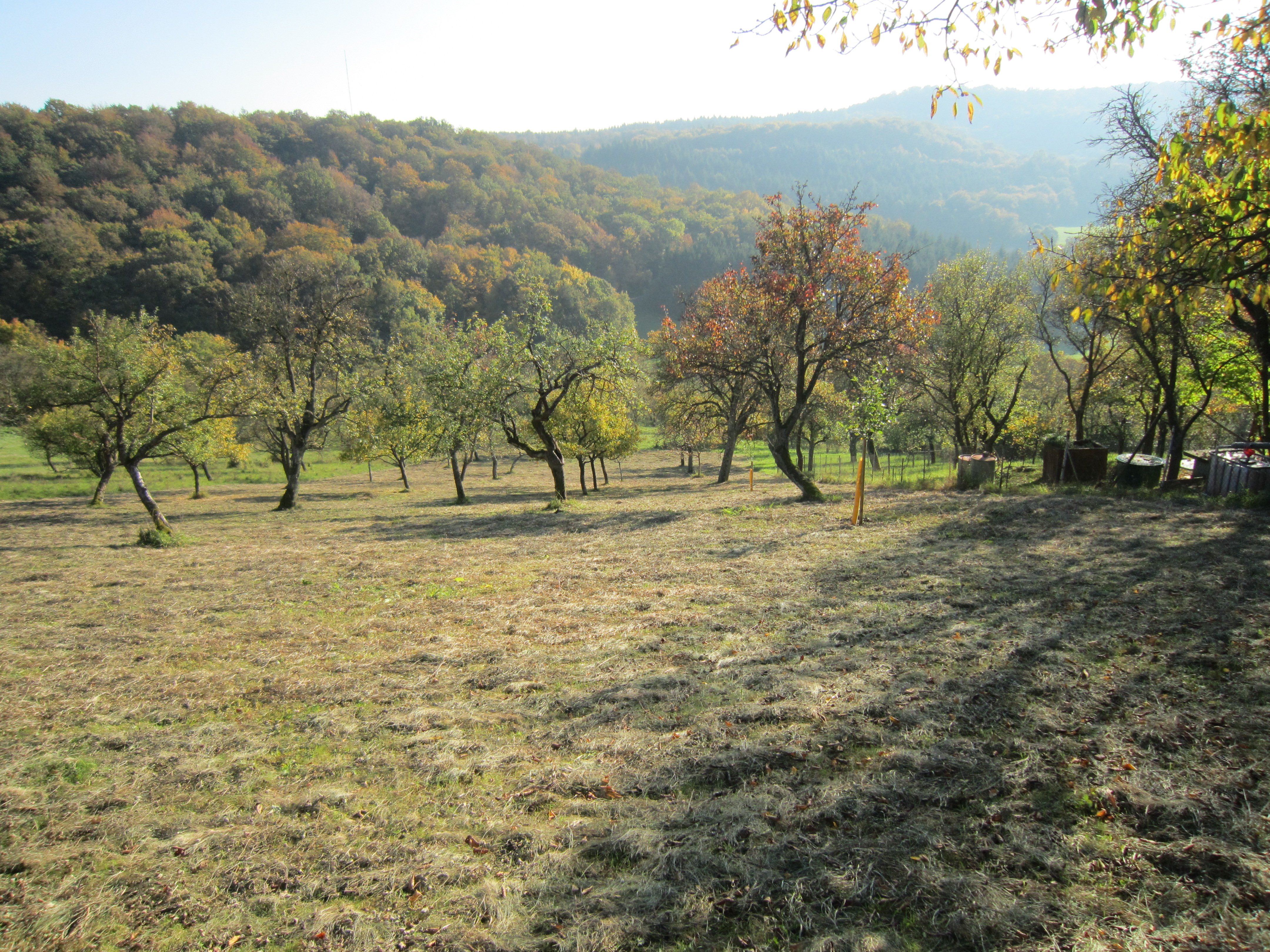
Streuobstwiese am Petersberg bei Marktbergel

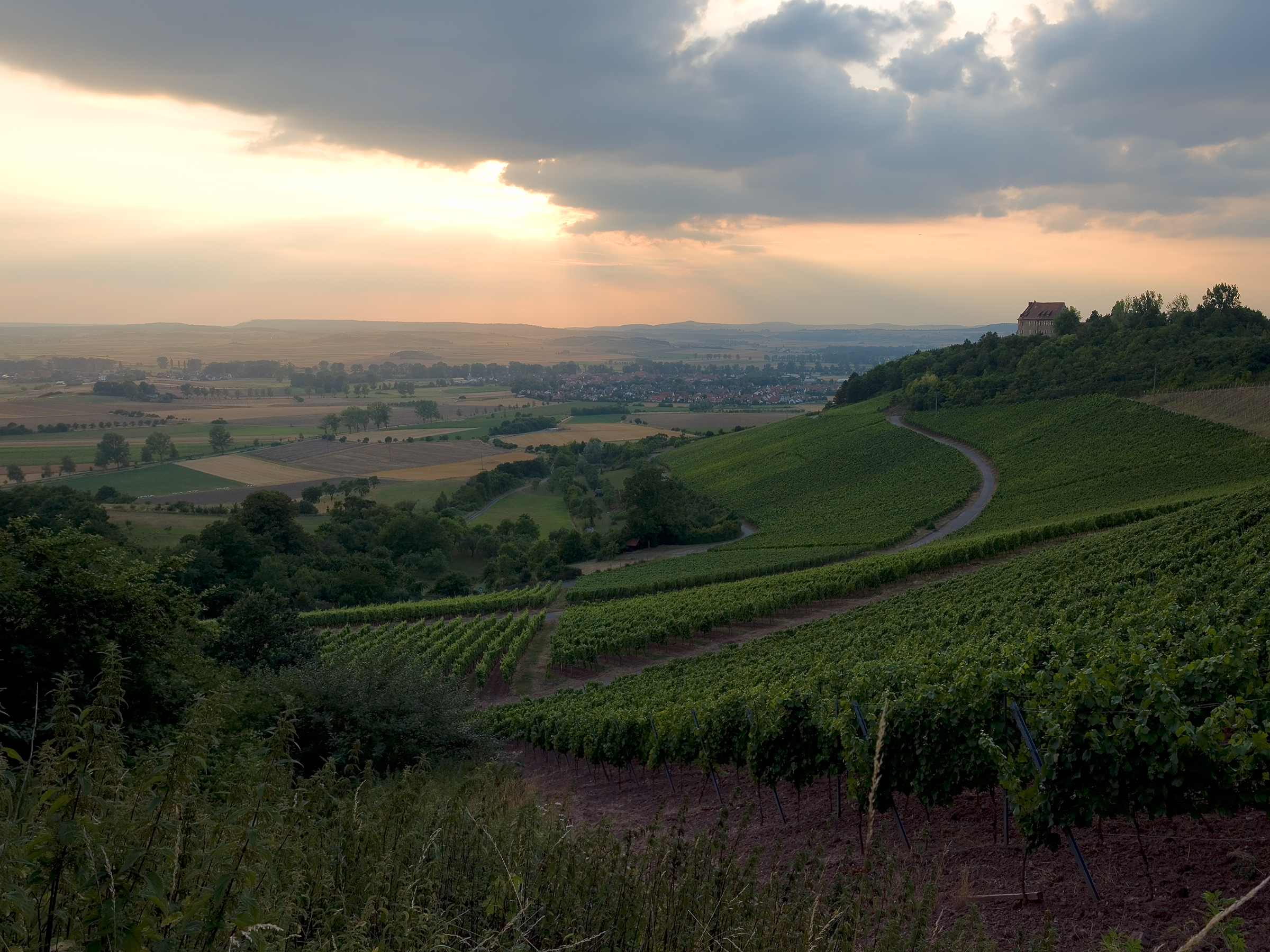
Im Norden, hier bei Burg Hoheneck, begrenzen Weinberge den Naturpark zum Aischtal hin.

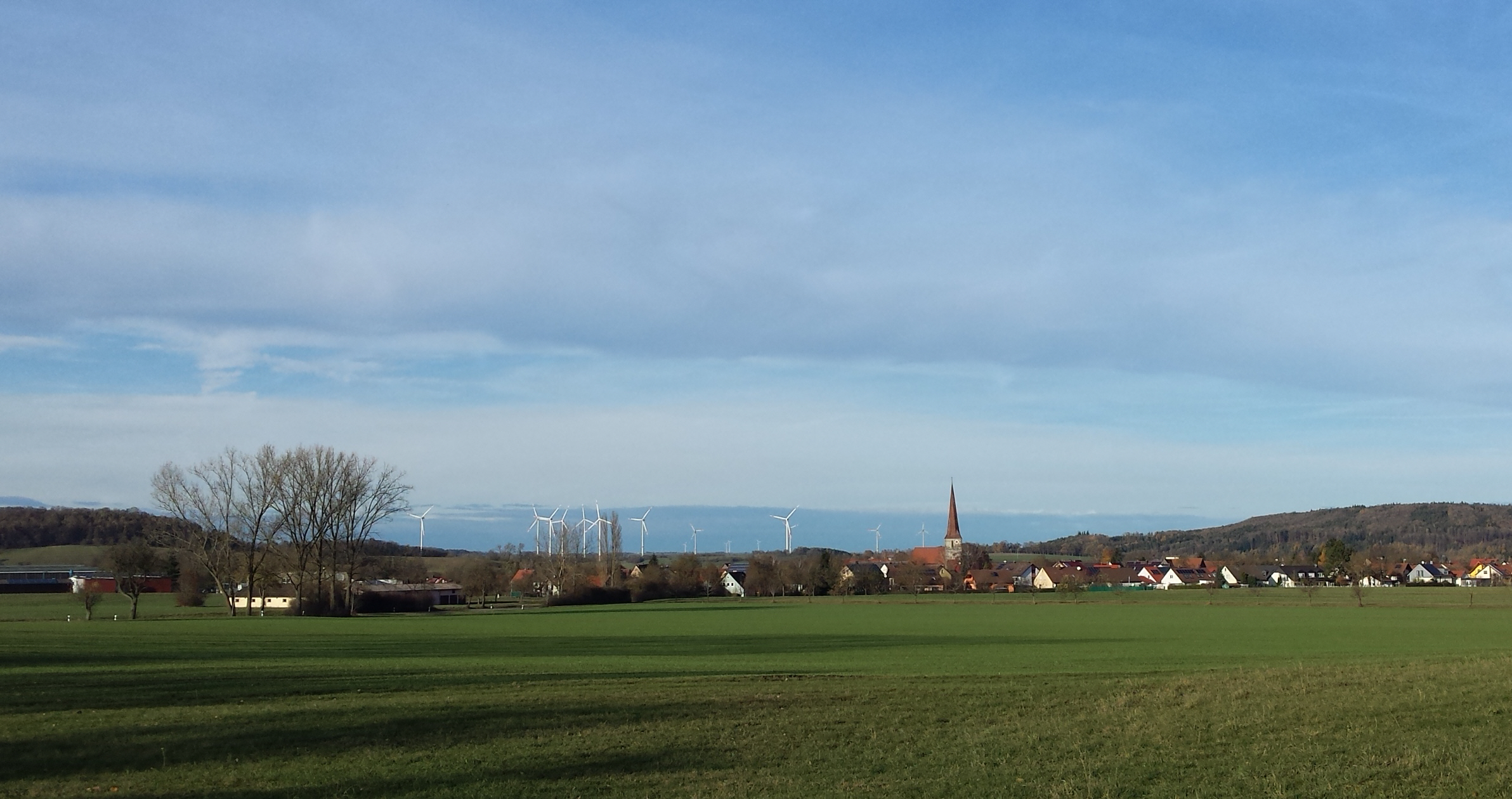
Wettringen im Westen des Naturparks

## Geographie

### Lage
Der Naturpark Frankenhöhe liegt im Westen Mittelfrankens und umfasst Teile der Landkreise Ansbach und Neustadt an der Aisch-Bad Windsheim sowie der kreisfreien Stadt Ansbach. Er umfasst einen Großteil der namensgebenden Frankenhöhe im Westen und östlich davon einen größeren Bereich des Rangau.
Der Naturpark beginnt oberhalb von Burgbernheim in der Frankenhöhe und reicht von Oberdachstetten bis kurz vor Neustadt an der Aisch. Die Gemeinden Markt Erlbach bis Dietenhofen bilden die Ostgrenze. Südlich bilden in etwa die Gemeinden von Weihenzell bis Colmberg die Grenze. Ab hier geht es im Bogen über Dombühl bis vor Feuchtwangen und weiter bis an die Landesgrenze zu Baden-Württemberg. Die Westseite des Parks verläuft entlang der Grenze bis etwas unterhalb von Uffenheim. Im Bogen geht es weiter zur Frankenhöhe oberhalb von Burgbernheim.
Im Nordosten schließt der Naturpark Steigerwald an.

### Städte und Gemeinden
43 Städte und Gemeinden liegen innerhalb oder in Teilen im Naturpark Frankenhöhe:
| - Neustadt an der Aisch (südlicher Teil) - Dietersheim (südöstlicher Teil) - Emskirchen (südwestlicher Teil) - Simmershofen (südlicher Teil) - Uffenheim (südlicher Teil) - Bad Windsheim (südöstlicher Teil) - Ipsheim (südöstlicher Teil) - Markt Erlbach - Adelshofen (nicht östlicher Teil) - Ohrenbach (nordwestlicher Teil) - Steinsfeld (nicht nördlicher Teil) - Gallmersgarten (südlicher Teil) - Burgbernheim (südlicher Teil) - Marktbergel (südlicher Teil) - Illesheim (südlicher Teil) - Obernzenn - Trautskirchen - Neuhof an der Zenn - Windelsbach - Oberdachstetten - Flachslanden | - Rügland - Dietenhofen - Rothenburg ob der Tauber - Gebsattel - Neusitz - Geslau - Colmberg - Lehrberg - Weihenzell - Bruckberg (Teile nordwestlich des Hauptortes) - Insingen - Diebach - Schillingsfürst - Buch am Wald - Leutershausen (westlicher Teil sowie Teile nordwestlich und nordöstlich der Stadt) - Ansbach (Teile nördlich und nordwestlich der Kernstadt) - Wettringen - Wörnitz - Dombühl - Aurach (westlicher Teil) - Schnelldorf - Feuchtwangen (Teile nordwestlich der Stadt) |

## Landschaft
Der Naturpark ist geprägt von der Hügellandschaft des Rangau im Osten und den bewaldeten Bergrücken der Frankenhöhe im Westen und Norden mit Gipfeln über 500 m. Ganz im Westen prägt das Taubertal und die Hohenloher Ebene die Landschaft. Die Frankenhöhe hat zur Windsheimer Bucht im Norden und Hohenloher Ebene im Westen teils steil abfallende Flanken.
Der Bogen der Frankenhöhe um das obere Altmühltal ist Teil der Europäischen Hauptwasserscheide. Die Flüsse Wörnitz, Sulzach und Altmühl verlaufen in nord-südlicher Richtung und entwässern zur Donau hin. Die Fränkische Rezat, Bibert, Zenn und Aurach entspringen ebenfalls in der Frankenhöhe – sie verlaufen aber in west-östlicher Richtung und fließen in die Regnitz und weiter in den Main und Rhein.
Etwa ein Drittel der Fläche ist von Wald bedeckt, bewaldeten Höhen wechseln mit den oft ausgeprägte Flusstälern. Das landwirtschaftlich genutzte Land wird als Grünland und höher gelegene Teile als Acker genutzt. An den Hängen des Rangau und der Frankenhöhe finden sich Streuobstwiesen und vereinzelt Weinhänge.

## Schutzgebiete
Ein großer Teil (76.583,5 ha) des Naturparks ist als Landschaftsschutzgebiet LSG innerhalb des Naturparks Frankenhöhe (ehemals Schutzzone) (LSG-00570.01, WDPA: 396120) ausgewiesen.
Ergänzend finden sich hier auch zahlreiche Naturschutzgebiete.
- Ampfrachsee (NSG-00564.01)
- Karrachsee (NSG-00370.01)
- Kühberg bei Gastenfelden (NSG-00223.01)
- Schafhutungen um Kirnberg (NSG-00446.01)
- Schandtauberhöhle (NSG-00205.01)
- Scheerweihergebiet bei Schalkhausen (NSG-00368.01)
- Trockenrasenhutung Cadolzhofen (NSG-00244.01)
- Vogelfreistätte Großer und Kleiner Lindleinsee (NSG-00378.01)
- Weiherboden bei Anfelden (NSG-00457.01)

## Geotope
- Gipsbruch Endsee

## Aktivitäten

### Wandern
- Der Qualitätswanderweg Europäische Wasserscheide führt entlang der Europäischen Hauptwasserscheide in der Frankenhöhe.
- In Ost-West-Richtung verlaufen der Fränkische Jakobsweg sowie die Magnificat-Route des Fränkischen Marienweg, der Jean-Haagen-Weg und der Zollernweg.
- In Nord-Süd-Richtung verlaufen der Wanderweg Romantische Straße und der Frankenhöhe-Weg. Der Rangau-Querweg verläuft entlang der östlichen Grenze des Naturparks.
- Im Bogen durch Frankenhöhe und Rangau verlaufen der Deutschherrenweg und Rangau-Randweg
- Durch das Rangau im Nationalpark führen die Wege Ansbacher Weg, Aurach-Weg und Burggrafenweg.

Daneben gibt es zahlreiche weitere örtliche Wanderwege.

### Radfahren
- Von der Tauber zur Altmühl führt der Tauber-Altmühl-Radweg.
- Touren des Fränkischen WasserRadweg verlaufen in Frankenhöhe und Rangau.
- In der Frankenhöhe verlaufen die vier Flügel des Radschmetterling sowie der Wörnitz-Radweg.
- Im östlichen Teil des Naturparks verlaufen Teile der Karpfenradwege.

In der Region gibt es weitere Radwege.